# 鳥取県出身の人物一覧
鳥取県出身の人物一覧（とっとりけんしゅっしんのじんぶついちらん）は、Wikipedia日本語版に記事が存在する鳥取県出身の人物の一覧表である。

## 公人

### 政治家

#### 国会議員
- 奥田義人（鳥取市）：元文部大臣、元司法大臣、鳥取県出身で最初の大臣、第五代東京市長
- 徳安実蔵（鳥取市）：元総理府総務長官、元郵政大臣
- 由谷義治（鳥取市）：元衆議院議員
- 米原章三（鳥取市）：元鳥取県会議長、元貴族院議員、孫・米原万里
- 平林鴻三（鳥取市）：元鳥取県知事、元郵政大臣
- 田村耕太郎（鳥取市）：元参議院議員
- 常田享詳（鳥取市）：元郵政政務次官、元農林水産副大臣
- 松岡駒吉（岩美町）：戦後初代衆議院議長
- 吉田達男（岩美町）：元参議院議員、元岩美町長
- 古井喜実（八頭町）：元厚生大臣、元法務大臣
- 石破二朗（八頭町）：元鳥取県知事、元自治大臣兼国家公安委員長
- 石破茂（八頭町）：元防衛大臣、元農林水産大臣、元地方創生担当大臣、第102・103代内閣総理大臣、衆議院議員
- 石谷伝四郎（智頭町）：元衆議院議員、元貴族院議員
- 石谷憲男（智頭町）：元参議院議員、元林野庁長官
- 知久馬二三子（三朝町）：元衆議院議員
- 坂野重信（北栄町）：元自治大臣兼国家公安委員長
- 豊田収（北栄町）：元衆議院議員
- 川上義博（琴浦町）：元参議院議員
- 手島栄（米子市）：元郵政大臣
- 赤沢正道（米子市）：元自治大臣、孫は赤沢亮正
- 三好英之（米子市）：元北海道開発庁長官
- 野坂茂三郎（米子市）：元衆議院議員、野坂寛治の父
- 稲田藤治郎（米子市）：元衆議院議員
- 湯原俊二（米子市）：元衆議院議員
- 浜田和幸（米子市）：元参議院議員、国際政治経済学・未来学者
- 門脇重雄（境港市）：元衆議院議員
- 渡部芳造（境港市）：元衆議院議員
- 渡辺朗（境港市）：元衆議院議員
- 野坂浩賢（伯耆町）：元建設大臣、元内閣官房長官
- 藤井一博（湯梨浜町）：参議院議員
- 舞立昇治（日吉津村）：参議院議員

#### 地方自治
- 竹内功（鳥取市）：元鳥取市長
- 野坂康夫（米子市）：米子市長
- 野坂康久（米子市）：元米子市議会議員、野坂康夫の祖父
- 野坂寛治（米子市）：元米子市長
- 中村勝治（境港市）：境港市長
- 永井貞録（境港市）：元鳥取県議会議員
- 安田貞栄（境港市）：第三代境港市長、実父は永井貞録
- 岩田浩岳：島根県議会議員、元山陰中央テレビアナウンサー
- 永見理夫：国立市長

### 官僚
- 松田道之（鳥取市）：京都大学参事、初代滋賀県令、第七代東京府知事
- 村上恭一（鳥取市）：枢密院書記官長、貴族院議員
- 西田誠哉（鳥取市）：外交官、在イタリア特命全権大使、国連大使
- 山本義章（鳥取市）
- 沢田廉三（岩美町）：外交官、国際連合の日本加盟前の初代日本大使
- 橋本昂蔵：札幌財務局長、熊本財務局長
- 竹歳誠（北栄町）：国土交通事務次官、内閣官房副長官（事務担当）、内閣官房行政改革実行本部事務局長、とっとりふるさと大使
- 久埜茂（米子市）：逓信省郵務局長
- 足立盛二郎（境港市）：郵政事業庁長官、NTTドコモ副社長、とっとりふるさと大使
- 門脇重綾（境港市）：明治新政府高官、神官
- 沖守固
- 平池栄一：総務省行政管理局長[1]

### 法曹
- 岸本辰雄（鳥取市）：法律家、明治法律学校（明治大学の前身）創立者
- 大坪弘道（智頭町）
- 石田哲一（米子市）：三島由紀夫プライバシー裁判の裁判長
- 高林克巳（米子市）
- 雑賀愛造（米子市）
- 西村卯（米子市）
- 鳥越健治：広島高裁長官

### 軍人
- 西尾寿造（鳥取市）：陸軍大将、第二代東京都長官、関東信越地方総監
- 猪口敏平（鳥取市）：海軍中将、戦艦武蔵の最後の艦長、力平の兄
- 猪口力平 （鳥取市）：海軍大佐、「神風特別攻撃隊」の命名者
- 岡田資（鳥取市）：陸軍中将（終戦時）、名古屋大空襲で撃墜・捕虜となった米兵の処刑によりB級戦犯に問われ、法廷闘争（法戦）を繰り広げる
- 吉岡忠一（鳥取市）：海軍中佐、実業家
- 八原博通（米子市）：陸軍大佐、沖縄戦における持久戦術を提案
- 西田税（米子市）：二・二六事件の思想的指導者
- 鹿野澄（米子市）：陸軍主計中将
- 杵村久蔵（米子市）：陸軍少将
- 松本象二郎（米子市）：海軍少将
- 山形政二（米子市）：海軍少将
- 福留繁（大山町）：海軍中将、軍令部作戦部長や連合艦隊参謀長等を歴任
- 坂西一良（日野町）：陸軍中将
- 稲田正純（日野町）：陸軍中将
- 矢田次夫（倉吉市）：統合幕僚会議議長

### 実業家
- 大田勝幸（倉吉市）：ENEOSホールディングス社長・会長
- 鬼塚喜八郎（鳥取市）：アシックス創業者
- 児嶋幸吉（鳥取市）：鳥取ガス創業者
- 児嶋恒吉（鳥取市）：鳥取ガス第3代社長
- 金子亮太郎（鳥取市）：明治安田生命保険初代社長
- 吹野博志（米子市）：デルコンピュータ株式会社代表取締役会長
- 樋口公啓（米子市）：東京海上日動火災保険相談役、日本経済団体連合会副会長
- 磯野長蔵（倉吉市）：キリンビール創始者
- 牧田甚一（倉吉市）：熊谷組元社長
- 足立荘（境港市）
- 足立正（境港市）：王子製紙社長、TBS初代社長、日本民間放送連盟初代会長、日本商工会議所第12代会頭
- 足立龍雄（境港市）：中村屋会長
- 増谷麟（境港市）：PCL創立社長、日本ポリドール社長。ソニー育ての親
- 加藤正義（日野町）：日本郵船副社長、中央大学総長加藤正治の養父
- 細川匡（日野郡）: デリカウィング会長、FMはつかいち社長
- 吉田知明：個別指導塾スタンダード創業者、SCホールディングス代表取締役

## 文化人

### 学者
- 佐々木惣一（鳥取市）：公法学者
- 矢部貞治（鳥取市）：政治学者
- 山西哲郎（鳥取市）：スポーツ運動学者、日本体育学会理事長
- 橋田邦彦（倉吉市）：医学者
- 桑田熊蔵（倉吉市）：法学者
- 細田謙蔵（倉吉市）：漢学者、書家
- 岸田日出刀（北栄町）東大建築科教授、日本建築学会初代会長、倉吉市役所の設計を教え子の丹下と共同設計、兄弟に朝日新聞論説主幹の岸田純之助
- 岡本成蹊（米子市）：イギリス文学者、法政大学名誉教授
- 宇沢弘文（米子市）：経済学者、東京大学名誉教授
- 安酸敏眞（米子市）：文学・宗教学者、北海学園大学教授・同学長
- 小泉典子（境港市）：相模女子大学長
- 冨山太佳夫（日吉津村）：英文学者、青山学院大学教授
- 土井静雄：機械工学者、名古屋大学名誉教授、元沼津工業高等専門学校長
- 門脇卓爾（大山町）：哲学者、学習院大学名誉教授
- 池田亀鑑（日南町）：国文学者
- 中井和夫 ：歴史家、ウクライナ史専攻
- 高坂正顕 ：哲学者
- 渡部恵一郎：音楽学者
- 尾崎博：地学・古生物学者、国立科学博物館名誉館員
- 山崎寿春：駿台高等予備校（現駿台予備学校）設立者、元明治大学教授
- 山名淳 ：教育学者、東京大学教授
- 小林隆児：発達心理学者、西南学院大学教授

### 医師
- 稲村三伯（鳥取市）：日本最初の蘭和辞書を編集
- 吉田璋也（鳥取市）：民藝運動家
- 赤沢弘毅（米子市）
- 稲賀幸（境港市）
- 景山粛（境港市）
- 井田武雄（境港市）
- 徳永進

### 画家
- 伊谷賢蔵（鳥取市）
- 長谷川富三郎（倉吉市）：姫路市出生
- 前田寛治（北栄町）
- 木山義喬（日野町）
- 井田幸昌（日吉津村）

### 写真家
- 柳楽昌史（境港市）
- 高木啓太郎（倉吉市）
- 塩谷定好（琴浦町）
- 杵島隆（米子市）
- 植田正治（境港市）
- 二宮ユーキ（大山町）
- 田淵行男（日野町）

### 作家
- 古林邦和（倉吉市）
- 辰野九紫（鳥取市）
- 尾崎翠（岩美町）
- 岡崎満義（智頭町）
- 朴慶南（米子市）
- 桜庭一樹（米子市）：直木賞作家
- 佐近益栄（境港市）
- 大江賢次（伯耆町）：絶唱の作者
- 岡田美子（大山町）：鳥取県西伯郡来屋村（現大山町）出身の女性作家
- 赤木和雄
- 野村愛正
- 松原岩五郎

### 詩人・俳人
- 今井聖（鳥取市）
- 伊良子清白（鳥取市）
- 尾崎放哉（鳥取市）
- 柏木亀蔵（鳥取市）
- 生田春月（米子市）

### 棋士
- 松田茂役（鳥取市）
- 中原誠（鳥取市）
- 山口恵梨子（三朝町）
- 佐伯昌優（琴浦町）
- 角田三男（伯耆町）

### 批評家・評論家
- 牧野和春(岩美町)：作家、出版社社長でもある。弟は吉田達男(参議院議員、岩美町長)
- 生田長江（日野町）

### 漫画家
- 岩田廉太郎（鳥取市）
- 京町妃紗（鳥取市）
- 谷口ジロー（鳥取市）
- ながとしやすなり（鳥取市）
- 藤原芳秀（鳥取市）
- 玄太郎（鳥取市）
- 細川雅巳（岩美町）
- 織生あや（智頭町）
- 山松ゆうきち（倉吉市）
- 青山剛昌（北栄町）
- アダチケイジ（米子市）
- 堀田きいち（米子市）
- 森秀樹（米子市）
- 森山一保（米子市）
- 水木しげる（境港市）
- しのだひでお（伯耆町）
- 前嶋昭人
- 茅原クレセ

### アニメ作家・イラストレーター
- 森康二（鳥取市）
- 赤井孝美（米子市）：イラストレーター、ガイナックス所属
- 前田真宏（米子市）：アニメ作家、元ガイナックス
- 山口宏（米子市）：アニメ脚本家
- 錦織敦史（米子市）：アニメーター、キャラクターデザイナー
- 新田靖成：アニメーター、キャラクターデザイナー
- サンドロビッチ・ヤバ子：漫画家、脚本家

### 映画監督
- 西河克己（智頭町）
- 岡本喜八（米子市）
- 湯浅弘章

### 映画プロデューサー
- 森昌行（鳥取市）：ビートたけしが所属するオフィス北野代表
- 田中収
- 汐田海平

### 作詞家・作曲家
- 岡野貞一（鳥取市）：作曲家、童謡故郷など
- 田村虎蔵（鳥取市）：作曲家
- 土井宏紀（鳥取市）：作曲家
- 岡本おさみ（米子市）：作詞家
- 高木東六（米子市）：作曲家
- 由木康（境港市）：牧師、きよしこの夜の訳詞者
- 福田貴訓（鳥取市）作曲家
- 折坂悠太（鳥取市）

### ピアニスト
- 田中瑤子（鳥取市） ピアノ奏者

### 音楽家
- 鷲見三郎（米子市）：ヴァイオリン奏者
- 木村秀樹（日南町）：クラシックギター奏者
- 谷口伸　（鳥取市）：声楽家

### アナウンサー
- 荒井由岐子（鳥取市）：山陰放送
- 竹下佳奈（鳥取市）：フリー（松竹芸能所属）、元山陰中央テレビ
- 山本リエ（鳥取市）：フリー、元山陰放送番組ＭＣ、イメージアップコンサルタント、第一印象評論家、講師
- 角谷敏朗（岩美町）：フリー、元山陰放送アナウンサー→東京支社長→ラジオ総局局長
- 中村緑（米子市）：フリー、元山陰放送、愛媛県新居浜市出生
- 矢野寛樹（米子市）：テレビ新広島、現在は報道制作局局次長兼報道編集長
- 上田まりえ（境港市）：タレント（松竹芸能所属）、元日本テレビアナウンサー、とっとりふるさと大使
- 島碩弥（日南町）：元山陰放送→元ラジオ関東・RFラジオ日本
- 國本良博（智頭町）：フリー、元静岡放送
- 河中真澄：フリー、元NHK鳥取放送局契約キャスター
- 福谷清志：テレビ大阪、元日本海テレビ

BSS山陰放送
- 小椋英之（倉吉市）：現在は報道部記者
- 桑本充悦（倉吉市）
- 丸山聡美（琴浦町）
- 板井文昭（米子市）
- 谷口和美（米子市）
- 渡部晃治（米子市）：現在はテレビ放送業務部部長
- 大田祐樹（境港市）
- 谷口篤史（境港市）
- 宇田川修一（江府町）
- 藤井茉莉花（倉吉市）

NKT日本海テレビ
- 福谷貞夫（鳥取市）：元山口放送→元フリー
- 定常菜都子（北栄町）：旧姓・岡﨑。現在は報道制作局報道制作部副部長（ディレクター）
- 中尾真亜理（鳥取市）
- 中山紗希（鳥取市）：元NHK鳥取放送局契約キャスター

TSK山陰中央テレビ
- 山下桃（鳥取市）
- 岡本敦（米子市）：現在は東京支社営業部、元テレビ長崎記者

V-airエフエム山陰
- 稲田茂（米子市）

### テレビ番組プロデューサー・ディレクター
- 田中匡史（鳥取市）：エスピーボーン所属。CS・日テレプラス『鉄道発見伝』ディレクター兼レギュラー出演者

### その他
- 福山佳那：気象予報士（ウェザーマップ所属）、元日本海テレビ報道記者

## 芸能人

### 歌手・ミュージシャン
- あらきゆうこ（境港市）：ドラムス、mi-gu、チボ・マット、プラスチックオノバンド
- 阿里松慶一 (米子市) ：渡辺ヒロコBAND(ベーシスト)
- 大黒美和子（米子市）：旧芸名・大黒裕貴、黒木梨花
- 奥田美和子（米子市）
- 和己（米子市）：SCREW(ギター)
- KAZUMI（米子市）：TWICE、歌手・ラッパー
- 桂木龍（大山町）：演歌歌手、元プロボクサー、とっとりふるさと大使
- 川中美幸（米子市）：演歌歌手、大阪府吹田市育ち
- 熊谷尚武（米子市）：元KUMACHI（ヴォーカル）
- サオリリス（米子市）：とっとりふるさと大使
- 沢田研二（鳥取市）：ジュリー。元ザ・タイガース、元PYG、京都府育ち
- 平衿華（米子市）：KissBeeWEST
- TAKA 福田貴訓（鳥取市）camino （ベーシスト）
- タカトシ：ピンクパンダー
- DUCCI（米子市）：元KUMACHI（ドラム）
- 長谷川真吾（米子市）
- ハセガワタカオ（米子市）：長谷川崇夫、P.I.MONSTER（ヴォーカル）
- ピアニカ前田（倉吉市）：ピアニカ奏者
- 日置明子（米子市）：歌手、出生後に智頭町に転居
- 藤原聡（米子市）：Official髭男dism(ボーカル、キーボード)
- 前田遊野：元Blue Man Group、神バンド（ドラムス）
- MASA（米子市）：TWICE、歌手・ラッパー
- 松浦匡希（米子市）：Official髭男dism(ドラム)
- 松本茜（米子市）：ジャズピアニスト
- Manami（倉吉市）：女性デュオ・Paix2、受刑者のアイドル、塀の中の歌姫
- MALTA（倉吉市）：サックス奏者
- MIQ（鳥取市）：歌手、東京生まれ、旧芸名・MIO、とっとりふるさと大使、鳥取市観光大使
- みずえ（米子市）：元つしまみれ(ドラム)
- Megumi（琴浦町）：女性デュオ・Paix2
- 山崎英明：school food punishment（ベース）
- 山下怜美（米子市）：歌手
- イチロック（倉吉市）：SPARK!!SOUND!!SHOW!!（ドラマー）[2][3]

- ソガケイスケ：エイハブ(ベース・作詞作曲)
- 弓倉真：歌手・タレント・作詞家

### 俳優
- 伊藤ゆみ（鳥取市）：元歌手のアユミ（Sugar）、ICONIQ
- 宇仁菅真（倉吉市）：ストレッチマン
- 岡田達也（鳥取市）：演劇集団キャラメルボックス
- 乙羽信子（米子市）：大阪・神戸育ち
- 上川雄介（鳥取市）
- 川口覚（岩美町）[4]
- 古志安恵
- 越川大介（鳥取市）：元ちびっこギャング
- 東風万智子（鳥取市）：大阪育ち、旧芸名・真中瞳
- 阪田瑞穂（鳥取市）：第8回全日本国民的美少女コンテストグランプリ、美少女クラブ31
- 桜帆ゆかり（鳥取市）：元宝塚歌劇団花組娘役
- 新上博巳（米子市）
- 瀧本美織（鳥取市）：SweetS、LAGOON、とっとりふるさと大使[5]
- 司葉子（境港市）
- 歳岡孝士（米子市）
- 友松タケホ（米子市）
- 永瀬匡（鳥取市）：元関西ジャニーズJr.
- 松本若菜（米子市）：とっとりふるさと大使
- 山本舞香（米子市）：とっとりふるさと大使[6][7]、第14代リハウスガール
- 蓮佛美沙子（鳥取市）：とっとりふるさと大使[8]
- 中村匡志（鳥取市）

### 声優
- 有本欽隆（米子市）
- 近藤孝行（鳥取市）
- 下田麻美[9]（鳥取市）：とっとりふるさと大使[10]
- 西墻由香
- 橋本結
- 望月ゆみこ
- 八巻アンナ
- 山根雅史
- 山田美鈴
- 吉田麻子
- 若林直美（江府町）
- 須嵜成幸

### 落語家・漫才師
- 伊藤幸司（岩美町）：ランジャタイ
- 桂小米（西伯郡）
- 桂三河（米子市）
- 瀧川鯉白（三朝町）
- 立川らく人（米子市）
- 田中知史（北栄町）：オキシジェン、青山剛昌の従弟
- ミスワカナ（鳥取市）：初代ミスワカナ
- 宮川大助（境港市）：宮川大助・花子
- 向井登志彦（米子市）：ほのまる、2代住みます芸人
- 山崎仕事人（倉吉市）：センサールマン

### タレント
- イモトアヤコ（伯耆町）
- 岩原弘幸（鳥取市）：どてちんレンジャー、ものまね王座決定戦などに出演
- 植田英樹（鳥取市）
- 小野ヤスシ（境港市）：元ザ・ドリフターズ、元ドンキーカルテット
- 川本成（鳥取市）：あさりど、アニソン歌手、声優
- くらやん（琴浦町）：構成作家
- 佐野マリア（境港市）
- 白濱美兎
- 西谷綾子（倉吉市）
- まひる（大山町）：ガンバレルーヤ
- みょーちゃん（境港市）：とっとりふるさと大使
- ヤマネヒロマサ（米子市）
- 山根千佳（米子市）
- 鶴崎修功：Quizknock

### アイドル
- 佐々木ひまわり（Hey!Mommy!）
- 藤井美音（米子市）：Chelip
- 水雲なぎさ：天使にはなれない
- 山口陽世：日向坂46
- 平尾帆夏：日向坂46

### AV女優
- 若菜すず

## スポーツ選手

### 野球
- 由谷敬吉（鳥取市）：東京帝国大学
- 藤井勇（鳥取市）
- 中河美芳（鳥取市）
- 木下政文（鳥取市）
- 川口和久（鳥取市）
- 田子譲治（鳥取市）
- 巽大介（鳥取市）
- 森翔平（鳥取市）
- 田中由郎（若桜町）
- 福士敬章（智頭町）
- 加藤伸一（倉吉市）
- 谷川哲也（三朝町）
- 小林繁（琴浦町）
- 湯浅禎夫（米子市）
- 岡本利之（米子市）
- 井上親一郎（米子市）
- 成田啓二（米子市）
- 木下勇（米子市）
- 土井垣武（米子市）
- 山根俊英（米子市）
- 米田哲也（米子市）
- 岩本紘一（米子市）
- 角盈男（米子市）
- 金本秀夫（米子市）
- 杉本真吾（米子市）
- 足立亘（米子市）
- 九里亜蓮（米子市）
- 森翔平（青谷町 現：鳥取市）
- 岡本大翔（伯耆町）
- 山本大斗（米子市）
- 森本哲星（南部町）
- 野口裕美（南部町）
- 長谷川善三
- 拝藤宣雄
- 国頭光仁
- 松原良明
- 種部儀康
- 矢田万寿男
- 清水賢

### サッカー
- 西尾崚（鳥取市）
- 谷尾昂也（鳥取市）
- 森本大貴（鳥取市）
- 高橋祐翔（鳥取市）
- 坂本敬（鳥取市）
- 福井理人（倉吉市）
- 世瀬啓人（倉吉市）
- 糸原紘史郎（倉吉市）
- 磯江太勢（北栄町）
- 塚野真樹（米子市）
- 住田貴彦（米子市）
- 石輪聖人（米子市）
- 重成俊弥（米子市）
- 釜田佳吾（米子市）
- 岸星美（米子市）
- 木下桂（境港市）
- 大部由美（境港市）
- 福留健吾（大山町）
- 丸谷拓也（南部町）
- 池田洋二
- 山本康彦
- 井上稚子
- 石上将馬

### フットサル
- 完山徹一（倉吉市）

### ラグビー
- 小笹知美

### バスケットボール
- 仲西翔自（米子市）
- 山本エドワード（米子市）
- 問雅臣（米子市）
- 岡本飛竜（米子市）
- 岸田篤生

### バレーボール
- 山本隆弘（鳥取市）

### ハンドボール
- 高智海吏（境港市）

### ゴルフ
- 波当根弓彦（鳥取市）
- 永田あおい（倉吉市）

### 相撲
- 因州山稔（鳥取市）
- 真鶴政吉（鳥取市）：前頭3枚目、因州藩お抱え
- 山の井鷲之助（鳥取市）
- 両國梶之助（鳥取市）：鳥取藩の抱え
- 石浦鹿介（鳥取市）：前頭5枚目、23代間垣
- 琴櫻傑將（倉吉市）：第53代横綱、12代佐渡ヶ嶽
- 伯桜鵬哲也（倉吉市）
- 真鶴政吉（北栄町）：大阪相撲大関、広角組の中心人物。
- 真鶴政吉（北栄町）：小結、4代朝日山
- 雷電爲五郎（米子市）：松江藩の抱え
- 平石七太夫（米子市）
- 山颪源吾（米子市）
- 眞鶴政吉（伯耆町）：大坂相撲関脇、雲州藩のち因州藩お抱え、3代朝日山
- 眞鶴政吉（伯耆町）：大阪相撲大関、9代朝日山
- 荒岩亀之助（大山町）：明治時代の大関
- 真力鐵蔵（大山町）：大関、頭取、因州侯お抱え
- 真力鉄蔵（大山町）：大阪相撲関脇、前頭3枚目
- 7代式守勘太夫
- 相生芳藏
- 黒岩万吉
- 達ノ矢鶴吉

### 格闘技
- マキ上田（鳥取市）：ビューティ・ペア、元全日本女子プロレス所属
- バファロー（鳥取市）：大阪プロレス所属
- ヒデ三好（倉吉市）：キックボクサー
- 谷口周平（倉吉市）：プロレスリング・ノア所属
- 武尊（米子市）：キックボクサー、とっとりふるさと大使
- SHINOBI（日南町）：プロレスラー
- 猪崎かずみ（米子市）：プロボクサー
- 伊田武志（境港市）：ボクシングトレーナー
- 入江聖奈（米子市）：アマチュアボクシング選手、2020年東京オリンピック金メダリスト（日本女子アマチュアボクシング選手史上初かつ、全種目を通じて鳥取県出身選手史上初）

### 柔道
- 門脇誠一郎（境港市）：七段、講道館の三羽烏
- 阿部信文（境港市）：九段
- 古曳保正（南部町）：九段

### 競馬界
- 角田晃一（大山町）：JRA調教師

### 陸上競技
- 山下佐知子（鳥取市）：マラソン選手、バルセロナオリンピック代表
- 森下広一（八頭町）：マラソン選手、バルセロナオリンピック銀メダリスト
- 盛山玲世（琴浦町）：マラソン選手、1995年世界陸上競技選手権大会代表
- 岡本直己（琴浦町）：マラソン選手、中国電力
- 安田矩明（米子市）：棒高跳選手[11]、1960年ローマオリンピック代表
- 池田大介（日南町）：十種競技選手、2009年日本陸上競技選手権大会優勝

### 自転車競技
- 森本朱美（鳥取市）：シドニーオリンピック代表
- 和田見里美（北栄町）：北京オリンピック代表、自転車競技女子ポイントレース
- 河端朋之（琴浦町）：競輪選手　2018年世界選手権ケイリン2位

### 水泳
- 三上紗也可（米子市）：飛込競技選手、2020年東京オリンピック代表

### ボート
- 冨田千愛（米子市）：リオデジャネイロオリンピック代表
- 福益敏（南部町）：メキシコシティオリンピック代表

### トライアスロン
- 小原工（米子市）：シドニーオリンピック代表

### アーチェリー
- 川中香緖里（琴浦町）：ロンドンオリンピック団体・銅メダリスト、リオデジャネイロオリンピック代表

### フィギュアスケート
- 無良隆志（伯耆町）

### ボブスレー
- 小林竜一（鳥取市）：トリノオリンピック、バンクーバーオリンピック代表

## その他
- 上原浩（鳥取市）：酒造技術者
- 本田実（八頭町）：アマチュア天文家
- 平林都（若桜町）：マナー講師、エレガントマナースクール代表取締役社長
- 大江磐代（倉吉市）：光格天皇の生母
- 宮本包則（倉吉市）：刀工
- 松南徹翁
- 前田幸蔵：公認会計士、税理士、元日本税理士会連合会会長
- ヒロシ・ヤング（琴浦町）：パチンコライター

### 大名・武将
- 名和長年（大山町）：南北朝時代

### 幕末期の志士
- 門脇重綾（境港市）
- 景山龍造（境港市）
- 佐善元立（境港市）

### 剣客
- 今枝良臺（倉吉市）

### 架空の人物
- アムロ・レイ：『機動戦士ガンダム』
- 五十嵐響子：『アイドルマスター シンデレラガールズ』
- 白菊ほたる：『アイドルマスター シンデレラガールズ』
- 杜野凛世：『アイドルマスター シャイニーカラーズ』

## 鳥取県にゆかりある人物

### 公人

#### 政治家
- 相澤英之（神奈川県）：元経済企画庁長官、妻司葉子が境港市出身
- 赤沢亮正（東京都）：衆議院議員、母方の祖父赤沢正道が米子市出身
- 粟屋仙吉（山口県）：米子中学卒
- 大久保利武：元鳥取県知事
- 片山善博（岡山県）：第6代鳥取県知事
- 亀井静香（広島県）：元建設大臣、運輸大臣、鳥取県警察本部警務部長
- 桜内幸雄（島根県）：元商工大臣、元農林大臣、元大蔵大臣、幼年期を米子市と境港市で過ごす
- 高秀秀信（北海道）横浜市長、建設省事務次官、母が若桜町出身で吉田姓、双従兄弟に吉田登（関西電力副社長）
- 平井伸治（東京都）：鳥取県知事
- 藤原銀次郎（長野県）：元商工大臣、元軍需大臣、妻が境港市出身、足立正の友人
- 前原誠司（京都府）：日本維新の会共同代表、父が境港市出身、母が日南町出身
- 町村信孝（北海道）：元外務大臣、元文部大臣、母方の祖父桑田熊蔵が倉吉市出身
- 松岡利勝（熊本県）：元農林水産大臣、鳥取大学卒
- 山下芳生（香川県）：元参議院、鳥取大学卒
- 渡辺周（静岡県）：衆議院議員、父渡辺朗が境港市出身

### 文化人
学者
- 高坂正堯（京都府）：国際政治学者、父高坂正顕が鳥取県出身
- 中江藤樹（滋賀県）：少年期を米子で過ごす

医師
- 岩村昇（愛媛県）：マグサイサイ賞受賞、鳥取大学卒

彫刻家
- 高村光雲（東京都）：祖先が鳥取藩士

コンピューター
- まつもとゆきひろ（大阪府）：4歳から高校卒業まで米子市で育ち、1997年から島根県松江市在住。プログラミング言語「Ruby」の作者

作家
- 井上靖（静岡県）：記念館が米子市にある
- 遠藤周作（東京都）：旧羽合町下浅津にあった遠藤家は、江戸時代、池田家に御典医として仕え、維新後同地に移り住んだ開業医だった
- 白井喬二（神奈川県）：父が旧鳥取藩士
- 細田昌志（岡山県）: 1971年岡山市生まれ、生後1週間で鳥取市へ。鳥取城北高校卒業。CS放送のキャスターをへて、放送作家に転身。2021年著者  『沢村忠に真空を飛ばせた男/昭和のプロモータ -・野口修評伝』（新潮社）が  「第43回講談社・本田靖春ノンフィクション賞」大賞受賞。
- 松本清張（広島県）：父が日南町出身
- 水木悦子（東京都）：父が水木しげる
- 米原万里（東京都）：父米原昶が智頭町、祖父米原章三が河原町（いまの鳥取市）出身

漫画家
- 横山光輝（兵庫県）：少年時代に疎開していた、親が出身地?

詩人・俳人
- 三木露風（兵庫県）：母が鳥取市出身

作曲家
- 伊福部昭（北海道）：『ゴジラ』などの映画音楽で知られる。伊福部家は古代因幡国の豪族の末裔、北海道生まれ北海道育ちだが本籍を国府町（現・鳥取市）においていた

音楽家
- 鷲見恵理子（東京都）：ヴァイオリン奏者、祖父鷲見三郎が米子市出身、とっとりふるさと大使

評論家
- 板垣英憲（広島県）：本籍地が北栄町

映画監督
- 小谷承靖（東京都）：幼少期から高校卒業まで倉吉市で過ごす

映画カメラマン
- 碧川道夫（北海道）：映画カメラマン、本籍が米子市

アナウンサー
- 浅井理（岐阜県）：NHK、初任地がNHK鳥取放送局
- 朝倉浩之（奈良県）：中国国際放送（北京放送）日本語部で日本語放送を担当、元日本海テレビ
- 安住紳一郎（北海道）：TBSテレビ、 鳥取県にルーツがあり[12]、父方が鳥取県から北海道に移住して開拓した。
- 石澤典夫（神奈川県）：元NHKアナウンサー、初任地が鳥取局
- 伊藤雄彦（大阪府）： NHK、初任地が鳥取局
- 井上あさひ（岡山県）：NHK、初任地が鳥取局
- 岡崎典子（島根県）：元日本海テレビアナウンサー
- 改野由佳（兵庫県）：元日本海テレビ、鳥取大学卒
- 鹿島千穂（千葉県）：NORTH WAVE『MORNING SCOPE』のDJ、元日本海テレビ
- 加藤向陽（東京都）：NHK、初任地が鳥取局
- 木佐彩子（東京都）：フリーアナウンサー、元フジテレビ、米子市生まれ、母が米子市出身
- 岸本尚実（奈良県）：フリーアナウンサー、元日本海テレビ
- 北川博之（神奈川県）：日本海テレビ
- 木次真紀（広島県）：フリーアナウンサー、元山陰放送
- 木野村尚子（島根県）：山陰放送
- 是永千恵（香川県）：NHK、初任地が鳥取局
- 近藤泰郎（愛知県）：NHK、初任地が鳥取局
- 佐藤洋之（千葉県）：NHK、初任地が鳥取局
- 曽根純恵（神奈川県）：フリーアナウンサー、少女時代を米子市で過ごす
- 高山哲哉（山口県）：NHK、初任地が鳥取局
- 田中亜矢（島根県）：山陰放送
- 田中友香理（大阪府）：山陰放送契約アナウンサー
- 坪山奏子（広島県）：広島ホームテレビアナウンサー、元山陰放送
- 西阪太志（兵庫県）：NHK、初任地が鳥取局
- 橋本航介（大阪府）：元山陰放送
- 平川彩佳（兵庫県）：元山陰放送
- 福浜隆宏（島根県）：元日本海テレビアナウンサー
- 山田さつき（京都府）：元山陰放送契約アナウンサー
- 山根伸志（島根県）：山陰放送、鳥取大学卒
- 山野本竜規（福岡県）：琉球放送、元日本海テレビ
- 和田季子（島根県）：元山陰放送

### 芸能人
歌手・ミュージシャン
- 大橋卓弥（愛知県）：スキマスイッチのボーカル、祖母が鳥取県在住
- 折坂悠太（千葉県）:シンガーソングライター、母が若桜町出身。本人も幼少期、鳥取市の幼稚園に通っていた。
- 向日かおり（岡山県）：ゴスペルシンガー、母が岩美町出身、鳥取福音ルーテル教会で受洗

俳優
- 麻倉みな（神奈川県）：父が鳥取県出身
- 足立梨花（三重県）：母方の祖母が米子市出身
- 岸田今日子（東京都）：母が米子市（竹島一件の旧家村川家）出身
- 坂野友香（東京都）：本籍は北栄町、祖父が坂野重信
- 佐々木蔵之介（京都府京都市）：ルーツが鳥取県（佐々木酒造の創業者の佐々木次郎吉が鳥取出身）
- 谷原章介（神奈川県横浜市）：父方の祖母が鳥取県出身
- 竹内結子（埼玉県）：父が鳥取市出身
- 西村和彦（京都府）：ルーツが鳥取県

声優
- 喜多村英梨（東京都）：父が鳥取県出身
- 小松美智子（広島県）：元日本海テレビアナウンサー
- 林原めぐみ（東京都）：曾祖父及び祖父が鳥取県（伯耆地方）出身
- 法元明菜（大阪府）：出生地が鳥取

落語家・漫才師
- 桂まん我（兵庫県）：両親が若桜町出身、とっとりふるさと大使

タレント
- 遠藤章造（大阪府）：ココリコ、父が南部町出身、とっとりふるさと大使
- 岡田康秀（神奈川県）：ほのまる、2代住みます芸人
- 団長安田（兵庫県）：安田大サーカス、鳥取城北高校卒、とっとりふるさと大使
- 中村優（奈良県）：『saku saku』（tvk）MC、母が鳥取出身
- ネゴシックス（島根県）：お笑い芸人、米子商業高校卒
- 吉村崇（北海道）：平成ノブシコブシ、ルーツが鳥取県からの開拓民

アイドル
- 北沢まりあ（東京都）：母が智頭町出身、智頭小学校卒
- 黒見明香（乃木坂46。東京都）：祖父が鳥取県出身。

### スポーツ選手
野球
- 青山浩（兵庫県）：国鉄、鳥取西高校卒
- 石本龍臣（岡山県）：広島、倉吉北高校卒
- 大橋棣（大阪府）：阪神、元米子東高校監督
- 金刃憲人（兵庫県）：楽天 、両親が鳥取県出身
- 坂本勇人（兵庫県）：巨人、母が鳥取県出身
- 嶋田哲也（山口県）：阪神、セ・リーグ審判員、王子製紙米子元所属
- 清水秀雄（島根県）：南海-中日、米子中学校卒
- 角晃多（神奈川県）：ロッテ、父（角盈男）が米子市出身
- 玉峰伸典（山口県）：巨人-近鉄、巨人打撃投手、王子製紙米子元所属
- 能見篤史（兵庫県）：阪神、鳥取城北高校卒
- 浜名千広（大阪府）：ダイエー-ヤクルト-ロッテ、鳥取キタロウズコーチ兼選手、鳥取県生まれ、母が倉吉市出身
- 藤原良平（兵庫県）：西武、鳥取城北高校卒
- 松田和久（新潟県）：広島、境高校卒
- 松本直晃（兵庫県）：西武、養和会軟式野球部（米子）元所属
- 宮本洋二郎（兵庫県）：巨人-広島-南海、米子東高校卒
- 義原武敏（島根県）：巨人-近鉄、米子東高校卒

サッカー
- 大屋翼（島根県）：米子市立義方小学校卒
- 加藤潤也（広島県）：米子北高校卒
- 鎌田大地（愛媛県）：父が鳥取市出身[13]。弟が鎌田大夢。
- 鎌田大夢（愛媛県）：父が鳥取市出身。兄が鎌田大地。
- 菊池大介（神奈川県）：米子市立就将小学校に一時在学
- 金鍾成（東京都）：ガイナーレ鳥取監督、母が米子市出身
- 佐野海舟（岡山県）：米子北高校卒
- 昌子源（兵庫県）：米子北高校卒
- 曽我大地（広島県）：米子松蔭高校卒
- 田村亮介（奈良県）：父が鳥取市出身
- 中田浩二（滋賀県）：米子市立後藤ヶ丘中学校卒
- 那須甚有（岡山県）：米子松蔭高校卒
- 畑中槙人（兵庫県）：米子松蔭高校卒
- 服部年宏（静岡県）：妻が米子市出身
- 松浦尚人（広島県）：米子北高校卒
- 山本大稀（大阪府）：米子北高校卒

相撲
- 朝日龍克宗（モンゴル）：朝日山部屋、鳥取城北高校卒
- 逸ノ城駿（モンゴル）：湊部屋、鳥取城北高校卒
- 木﨑海伸之助（沖縄県）：木瀬部屋、鳥取城北高校卒
- 琴櫻将傑（千葉県）：佐渡ヶ嶽部屋、祖父琴櫻傑將が倉吉市出身
- 琴光喜啓司（愛知県）：佐渡ヶ嶽部屋、鳥取城北高校卒
- 境澤賢一（埼玉県）：尾上部屋、鳥取城北高校卒
- 城ノ龍康允（モンゴル）：境川部屋、鳥取城北高校卒、とっとりふるさと大使
- 大喜鵬将大（福岡県）：宮城野部屋、鳥取城北高校卒、東京育ち
- 大翔湖友樹（東京都）：追手風部屋、鳥取城北高校卒
- 貴健斗輝虎（熊本県）：常盤山部屋、鳥取城北高校卒
- 貴ノ岩義司（モンゴル）：千賀ノ浦部屋、鳥取城北高校卒
- 尊富士弥輝也（青森県）：伊勢ヶ濱部屋、鳥取城北高校卒
- 美ノ海義久（沖縄県）：木瀬部屋、鳥取城北高校卒
- 照ノ富士春雄（モンゴル）：伊勢ヶ濱部屋、鳥取城北高校卒、とっとりふるさと大使
- 天照鵬真豪（三重県）：伊勢ヶ濱部屋、鳥取城北高校卒
- 北青鵬治（北海道）：宮城野部屋、鳥取城北高校卒
- 星風芳宏（モンゴル）：尾車部屋、鳥取城北高校卒
- 水戸龍聖之（モンゴル）：錦戸部屋、鳥取城北高校卒
- 狼雅外喜義（ロシア）：二子山部屋、鳥取城北高校卒

テニス
- 土居美咲（千葉県）：父が智頭町出身、母が鳥取市出身

ゴルフ
- 鈴木愛（徳島県）：倉吉北高校卒

空手
- 宇佐美里香（東京都）：鳥取県教育委員会の職員として勤務、とっとりふるさと大使

ボクシング
- 赤城武幸（宮崎県）：アマチュア時代米子東高校に教師として赴任

チアリーディング
- 柏倉早智子（北海道）：チアリーディング指導者、父方が鳥取県から北海道に移住して開拓した。弟が安住紳一郎。

### その他
大名・武将
- 加藤貞泰：安土桃山時代から江戸時代前期の大名、米子藩主
- 亀井茲矩（島根県）：安土桃山時代から江戸時代の武将・大名、鹿野城主、墓所が鳥取市
- 後藤基次（兵庫県）：安土桃山・江戸時代初期の武将、墓所が鳥取市や大分県中津市等にある
- 中村一忠：安土桃山時代から江戸時代前期の大名、初代米子藩主
- 山中幸盛（島根県）：戦国時代の武将、墓所が鳥取市や岡山県高梁市等にある
- 横田村詮：安土桃山時代から江戸時代前期の武将、米子藩執政家老

剣客
- 荒木又右衛門（三重県）：日本三大仇討（伊賀越え、曾我兄弟、忠臣蔵）のうち伊賀越えで有名、墓所が鳥取市にある
- 千葉定吉：鳥取藩江戸屋敷の剣術師範に召出
- 千葉重太郎：鳥取藩士、鳥取県官吏
- 柳生宗章：安土桃山時代から江戸時代前期の剣豪、米子藩に客将